# Estação de Takatsuka
Estação de Takatsuka (高塚駅 Takatsuka-Eki?) é uma estação de trem na cidade de Minami-ku [ja], Hamamatsu, província de Shizuoka. Passam por ela as Linha principal Tōkaidō.

## História
A estação foi inaugurada em 1 de julho de 1929.
O atual edifício da estação foi concluído em 2015.

## Plataformas

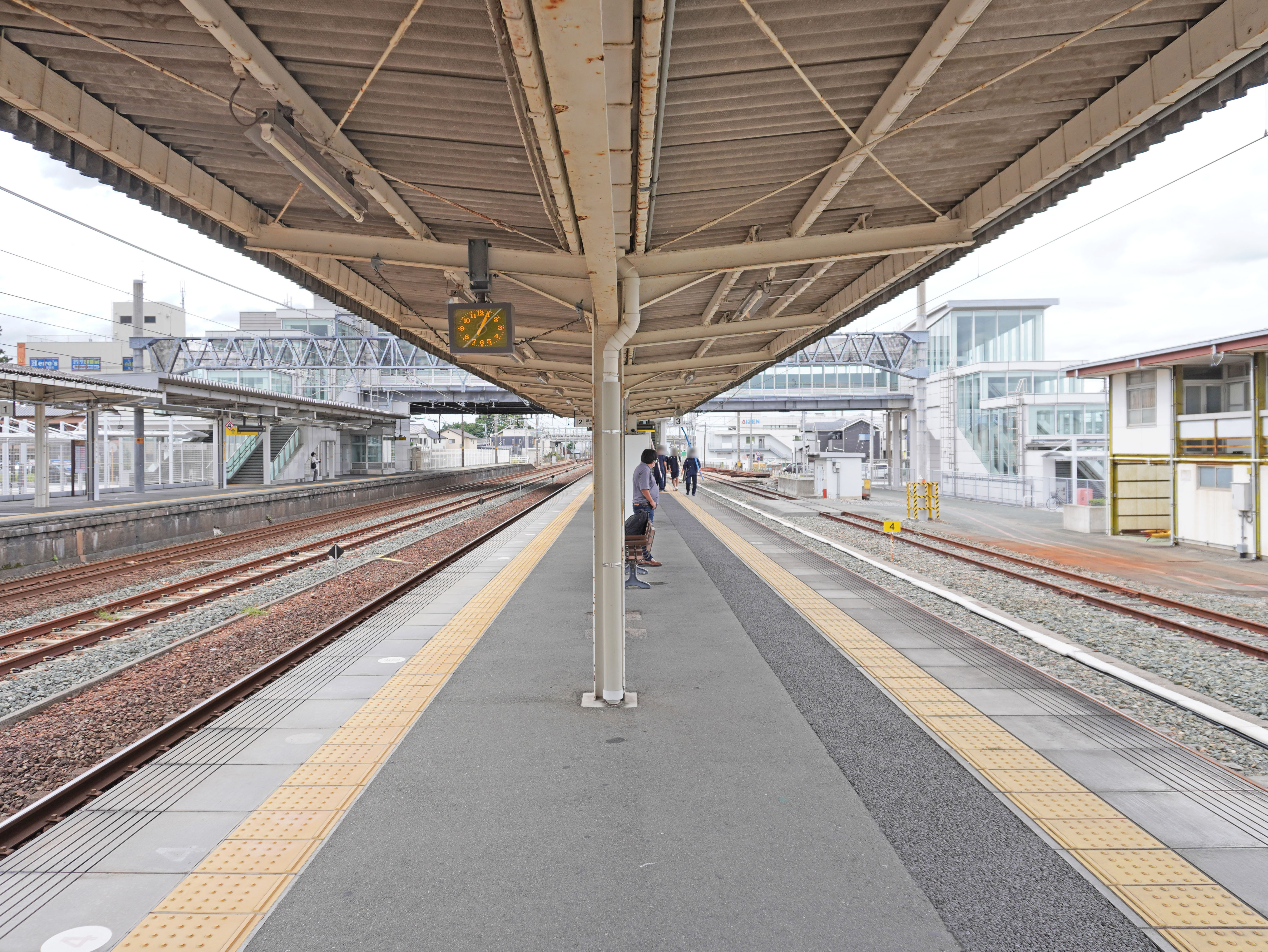
Plataforma

Uma estação acima do solo com uma única plataforma 1 lado 1 linha e uma plataforma ilha 1 lado 2 linhas, um total de 2 lados 3 linhas e um edifício de estação de ponte.
Existe uma saída norte e uma saída sul, ambas com rotundas. A rotunda tem informação em português.
| Plataformas | Linha                        | Direção                      | Destino                                           |
| ----------- | ---------------------------- | ---------------------------- | ------------------------------------------------- |
| 1           | Linha principal Tōkaidō      | Descer                       | Para Toyohashi, Nagoia, Ōgaki [ja] e Maibara [ja] |
| 2           | Linha principal Tōkaidō      | Subida                       | Para Hamamatsu [ja], Shizuoka [ja] e Numazu [ja]  |
| 3           | （Plataforma sobressalente） | （Plataforma sobressalente） | （Plataforma sobressalente）                      |

## Instalações ao redor da estação
- Sede da Suzuki
- Museu Histórico de Suzuki [ja]
- Rota Nacional 257 [ja] (Antiga Rota Nacional 1 [ja])
- Entetsu Bus [ja]Hamana Line Parada de ônibus Takatsuka (5 minutos a pé)
- Valor [ja] loja Takatsuka (anteriormente Seiyu [ja] loja Takatsuka)
- Estação de correios da praça de Takatsuka
- Santuário Takatsuka Kumano [ja]
- Escola Primária Municipal de Hamamatsu Kami [ja]
- Centro Comercial Aeon Hamamatsu Oeste [ja]